# 21 octobre 1956
Le dimanche 21 octobre 1956 est le 295e jour de l'année 1956.

## Naissances
- Alain Serres, auteur de littérature de jeunesse français
- Andro Knego, joueur de basket-ball yougoslave
- Carrie Fisher (morte le 27 décembre 2016), actrice américaine
- Datus Hilarion Lega, prélat indonésien
- Estanislao Argote, footballeur espagnol
- Gustavo Perednik, philosophe israélien
- Mike Tully, athlète américain spécialiste du saut à la perche
- Paul Levitz, scénariste et éditeur de bande dessinée américain
- Rabiu Kwankwaso, homme politique nigérien
- Ramon Malavé, karatéka suédois
- Toshiyuki Nagashima, acteur japonais

## Décès
- John Garrels (né le 18 novembre 1885), athlète américain
- Joseph Lorenzo Philippe (né le 3 avril 1877), prélat luxembourgeois